# Сайга-20
Сайга—20 — самозарядна рушниця, розроблена на Іжевському машинобудівному заводі на базі автомата Калашникова і призначена для промислового й аматорського полювання на дрібного, середнього звіра і птицю в районах з будь-якими кліматичними умовами. Можливе також використання як зброї для самооборони. 

## Варіанти
- Сайга—20 — базова версія з мисливським прикладом.
- Сайга—20С — відрізняється наявністю складаного прикладу і рукоятки управління вогнем.
- Сайга—20К — відрізняється укороченим стволом, рукояткою ведення вогню, складаним прикладом і пристроєм блокування ударно-спускового механізму, що виключає можливість ведення вогню при складеному прикладі.
- Сайга—20С ЕХР—01 — експортний варіант Сайга—12К (без пристрою блокування ударно-спускового механізму).

## Купчастість стрільби
Рушниці Сайга—20 мають таку купчастість стрільби по мішені розміром 750 мм, що знаходиться на відстані 35 м: 
- Зі стволом з дуловим звуженням 0,9 — 60% дробу снаряда (Сайга—20 і Сайга—20С), 40% (Сайга—20К, Сайга—20С ЕХР—01),
- З стволом без дульного звуження — 40%.